# 酋長の娘
「酋長の娘」（しゅうちょうのむすめ）は、日本の演歌師である石田一松の作詞・作曲による1930年（昭和5）年8月発売の流行歌。歌は大阪南地の芸妓、富田屋喜久治。

## 概説
約10万枚を売り上げ、1929年に創立されたポリドール最初のヒットとなった。本曲は一般的な南洋植民地のイメージ形成に大きく与ったとされ、教科書に書かれた従順な「君が代」を歌う幼い少女といった公式な南洋イメージを裏返した。自分の部族の踊りの慣習を日本人男性に倣わせる、自己主張の強い「わたしのラバさん」は、未開の首狩り族の娘として歌われる。「南洋」を象徴する本曲は「癒し」「自発的な日本化」と「恐怖」「日本人の南洋化」という相反する二重のイメージが結びついている。1932年に日本で公開されたアメリカのアニメーション映画『ベティのバンブー小島』にも『酋長の娘』という邦題が付けられた。
ある時期まで宴会や結婚披露宴などバカ騒ぎする際によく唄われ、1970年代頃までは映画やテレビ番組等でもよく使用されたが、「酋長」を始め、「色は黒いが南洋じゃ美人」「明日は嬉しい首の祭」「ラバさん」など、アブナイ歌詞が頻出する放送禁止歌の一つとされ、今日、流行歌として歌われることはもはやなく、映像作品でも使用されない。

## 楽曲の成立
- 森小弁をモチーフにした作品という言説の中で戦後再生産された[2]。文化人類学者・小松和彦は森のような外来者が現地社会で正統な「酋長」になることはあり得ないと指摘している[2]。
- 実業家・杉山隼人と酋長の娘ロサンとの恋物語を石田一松が歌にしたという説もある[3]。
- 原曲は1923年（大正12年）、旧制高知高等学校の記念祭に作られた「ダクダク踊り」（余田弦彦作詞）を盗作に近い形で世に出されたという論証もされる[出典 2]。昭和初期に関西で流行しだし、これに目をつけたポリドールが石田一松に改作させ、レコード化。前年創立されたポリドールの日本盤としては最初のヒット曲となった[12]。
- 作品発表当時、ミクロネシアは国際聯盟委任統治領として当時の大日本帝国の支配下にあり「南洋群島」と呼ばれていた。1919年の南洋群島領有により日本国内で南進論がブームになった1920年代に入って、南洋（東南アジアおよびオセアニア島嶼部）の地名・風俗を歌詞に取り入れた大衆歌謡が登場するが、この作品はそのような歌曲の一つである[6]。
- この曲がヒットした1930年、10万枚前後のレコードを売り上げたのは「酋長の娘」のほか、「唐人お吉」「祇園小唄」「ザッツ・オーケー」「加茂川セレナーデ」「恋と花」「すみれの花咲く頃」などが挙げられる[出典 3]。

## カバー
- 戦後、ザ・ドリフターズによって「ドリフのラバさん」（1971年。歌詞は大半が異なる。シングル『ドリフのツーレロ節』のB面に収録）の題名でカバーされた[4]。
- また、ザ・ドリフターズがメインのバラエティ番組、フジテレビ『火曜ワイドスペシャル・ドリフの昭和大爆進!笑いと唄の50年』（1975年10月7日放送。『ドリフ大爆笑』の前身）のオープニングでは、森進一、ちあきなおみ、アグネス・チャン、キャンディーズが1番と2番、さらに、1番と2番をいかりやのキャラクターにあわせて変えた歌詞（「酋長の娘」→「酋長の息子」、「南洋じゃ美人」→「あだ名はゴリラ」ほか）で歌唱し、ドリフターズが当曲をモチーフにしたオープニングコントを演じた。
- 1979年3月には、「キャプテン・モジョ・グループ」によって「Chieftain's Daughter '79（酋長の娘）」（編曲：小山恭弘）の曲名でディスコアレンジでカバーされた。

## エピソード
- 2012年から2015年まで在マーシャル日本国大使を務めた安細和彦は、同国大統領・クリストファー・ロヤックや大統領補佐大臣、外務大臣等を務めたデブルム大臣（Hon. Tony deBrum）とも「酋長の娘」を知っていたと証言している[6]。ロヤック大統領は「亡くなった祖父から聞いた」と話し、デブルム大臣は「自分の父親や、戦後に出会った日本人商社マンから教えてもらった」と話したという。ロヤック大統領が「日本の国祭日（天皇誕生日）の祝賀レセプションの席で一緒に『酋長の娘』を歌いたいがどうか?」と提案してきたため、安細は「実はこの歌の歌詞には一部好ましくない表現があり、日本国内では放送禁止となっているのです」と恐る恐る説明した。すると大統領と、その場に同席していたデブルム大統領補佐大臣の二人ともびっくりし「一部好ましくない表現とは何か?」と質問してきた。安細は後で誤解を生じないように明確に説明した方がいいと判断し「歌の題名は『酋長の娘』であり『酋長』という表現が適当かどうか問われているのです」と説明した。するとロヤック大統領は「別に悪いことはないと思う。自分は長男ではないので酋長職（マーシャル語ではIroji）を継いでいないが、長兄は今もアイリンラプラプ環礁の大酋長であるし、マーシャルでは全ての環礁に大酋長や酋長が存在していることは貴官もご存じだろう。更に、次兄はこの国の国会（the Parliament）の諮問機関である『酋長評議会』（Council of Iroji）の議長を務めている。そうした意味でも『酋長』の存在は否定できない」と言われた。仕方なく、極めて申し上げ難いことであるがと断った上で、「更に申せば、遺憾ながらこの歌の1番の歌詞には『色は黒いが南洋じゃ美人…』という部分がある。これは外見上の差別表現とも言えるので相応しくないと考える」と重ねて説明した。これに対し、ロヤックとデブルムは口を合わせて「何故に『色は黒いが…』が遺憾なのか? 我々マーシャル人はご覧のとおり確かに浅黒い肌をしている。この歌は事実を述べており、差別とは思っていないが…」と言われた。安細は返す言葉が見つからなかったという。マーシャル諸島は第一次世界大戦において日本が占領した国で、安細は「そうした曲折があったにも拘わらず、マーシャルの指導層が今も日本に親しみを抱き、また、高齢者を中心に我々日本人に対して知っている日本の歌を聞かせようとしてくれる親愛の情に対し、我々としても応える必要があるのではないか」と考えさせられたという[6]。

## 今日の扱い
- オリジナルのバージョンは「酋長」という言葉が放送禁止用語に該当するという理由で、今日放送されることはない[6]。
- 日本において著作権は歌詞、楽曲とも2006年12月31日を以て消滅した。

## 小節の構成
- オリジナルは小節ごとに4拍子、4拍子、3拍子、4拍子となっている。変則な拍子に加え、合いの手が変わったタイミングで入るため、聞きなれないと非常にリズムが取りにくい。
- 「ドリフのラバさん」では4拍子、4拍子、3拍子、3拍子にアレンジされている。
- 火曜ワイドスペシャル版ではすべて3拍子にアレンジされ、スピーディな感じに仕上がっている。

## 歌詞
- 一、わたしのラバさん　酋長の娘　色は黒いが　南洋じゃ美人
- 二、赤道直下　マーシャル群島　ヤシの木陰で　テクテク踊る
- 三、踊れ踊れ　どぶろくのんで　明日は嬉しい　首の祭り
- 四、昨日浜で見た　酋長の娘　今日はバナナの　木陰で踊る
- 五、踊れ踊れ　踊らぬものに　誰がお嫁に　行くものか[2]

## 本楽曲が登場する作品
- 悪名 (1961年）-30分頃、有馬温泉での宴会シーンで使用。
- 新・男はつらいよ（1970年）-寅次郎、おいちゃん、おばちゃんのハワイ旅行壮行会のシーンで使用。
- サンダカン八番娼館 望郷 (1974年）-三分の二頃、天草に帰郷した北川サキ（高橋洋子）たちの乱痴気騒ぎシーンで使用。
- 太陽にほえろ! 第159話「海のテキサス」(1975年）- テキサス(三上刑事)が潜入した漁船内で、大漁直後の宴会で漁師たちが手拍子を取りながら歌う。
- トラック野郎・熱風5000キロ（1979年）- 宴会のシーンおよび葬儀のシーンで使用。
- マカロニほうれん荘 - 週刊少年チャンピオン（秋田書店）において1977年から1979年まで連載されたギャグ漫画。登場人物の金藤日陽（きんどーさん）が1番の歌詞の後半半分を逆ギレ気味に使用。
- ガールズ&パンツァー最終章第2話 - 知波単学園の生徒達が大洗女子との試合の最中に、本曲の替え歌「知波単のラバさん」を歌うシーンがある。